# Абэ-но Хирафу
Абэ-но Хирафу (яп. 阿倍 比羅夫, 575—664), также известен как Абэ-но Оми — японский исторический деятель VII века. Генерал и администратор, губернатор провинции Коси. Действовал в Корее и в кампаниях против айнов на основных Японских островах, включая Хоккайдо. Успешно воевал с мисихасэ и их врагами эмиси (658—660). Его экспедиции обычно использовали флот для транспортировки и поддержки войск. В то время страна Япония называлась Ямато, которой генерал и служил. Возможно, стоял у истоков рода Абэ. Также его называют прародителем кланов Андо и Акито.
Потерпел поражение в битве на реке Пэккан (663), которой закончился очередной этап японско-китайского противостояния, когда обе стороны поддержали разные противоборствующие силы в Корее. Японцы сделали ставку на короля Пэкче Пуё Пхуна, который после неудачной для союзных войск битвы исчез.